# شفیلد لیک (اوهایو)
شفیلد لیک(به انگلیسی: Sheffield Lake) شهری در ایالت اوهایو کشور ایالات متحده آمریکا است که جمعیت آن در سرشماری سال ۲۰۱۰ میلادی، ۹٬۱۳۷ نفر بوده‌است.